# 나카지마 아쓰시
나카지마 아쓰시(일본어: 中島敦 나카지마 아쓰시[*], 1907년 5월 5일 ~ 1942년 12월 4일)는 일본 제국의 소설가이다. 도쿄부 도쿄시 요쓰야구(지금의 도쿄도 신주쿠구 산에이정에서 출생하여 1915년 나라현 고리야마 정으로 이사하였다. 1918년 시즈오카현립 하마마쓰 진조소학교(尋常小学校)에 입학하였고 1920년 조선으로 이사, 용산소학교(지금의 서울남정초등학교)와 경성중학교(지금의 서울고등학교)를 각각 졸업하였다. 1926년 일본에 귀국하고 제일고등학교에 입학했는데, 소중 시절의 경험에서 《순사가 있는 풍경(巡査の居る風景)》(1929년)과 《호랑이 사냥(虎狩)》(1934년)으로 일제 강점을 규탄하였다.
1930년 도쿄 제국대학 문학부 국문과에 입학. 1933년 대학 졸업 후 요코하마 고등여학교 교사가 되었다. 1934년부터 천식 발작으로 몸 상태가 안 좋아졌다. 1941년 팔라우 남양청으로 전직하였다.
1942년 일본에 귀국하여 《빛과 바람과 꿈(光と風と夢)》, 《산월기(山月記)》, 《남도담(南島譚)》등을 발표하였다. 그러나 천식과 폐렴이 심해져서 남양청을 퇴직하였다. 이후 《이릉(李陵)》,《제자(弟子)》를 저술 중에 12월 천식으로 사망하였다.

## 작품
- 《순사가 있는 풍경(巡査の居る風景)》 — 간토 대지진 시기에 일어난 조선인 학살과 강우규의 조선총독 암살 미수 사건에 대해 쓴 소설
- 《호랑이 사냥(虎狩)》
- 《빛과 바람과 꿈(光と風と夢)》 — 사모아에서 후반생을 지낸 로버트 루이스 스티븐슨에 대해 쓴 소설
- 《산월기(山月記)》
- 《이릉(李陵)》
- 《제자(弟子)》
- 《남도담(南島譚)》

### 한국어판 서적
- 《산월기》— 나카지마 아쓰시 단편선 —(문예출판사) ISBN 9788931010152

중국의 고담
《산월기》,《이릉》,《제자》,《영허(盈虚)》,《명인전(名人傳)》,《우인(牛人)》,《요분록(妖氛録)》,《문자화(文字禍)》,《호빙(狐憑)》
식민지 조선의 풍경
《범 사냥/호랑이 사냥》,《순사가 있는 풍경》,《풀장 옆에서(プウルの傍で)》

## 같이 보기
- 일본 문학